# Juan Nuño
Juan Nuño, all'anagrafe Juan Antonio Nuño Montes (Madrid, 27 marzo 1927 – Caracas, 5 maggio 1995), è stato un filosofo venezuelano.

## Biografia
Dopo aver lasciato la Spagna nel 1947, Nuño si stabilì in Venezuela dove ha studiato filosofia presso l'Università Centrale del Venezuela. Nel 1951 ha studiato presso l'Università di Cambridge e l'Università di Parigi. Nel 1962 ha terminato il suo dottorato sotto Juan David García Bacca presso l'Università Centrale del Venezuela e ha trascorso un anno in Svizzera studiando con Józef Maria Bocheński. È stato il presidente dell'Instituto de Filosofía de la UCV dal 1975 al 1979. Nel 1976 è diventato membro dell'Istituto Internazionale di Filosofia dell'UNESCO (Parigi). Ha insegnato presso l'Università Complutense, Università di Barcellona, Università di Porto Rico, Rio Piedras Campus, San Marcos University e l'UNAM, dove ha fondato la rivista Crítica del Instituto de Investigaciones Filosóficas.

## Pubblicazioni
- La filosofía en Borges (México: FCE, 1986) ISBN 978-84-933921-7-8
- El pensamiento de Platón (México, FCE 2007) ISBN 978-84-375-0609-8
- Los mitos filosóficos (México: Fondo de Cultura Económica, 1985)
- Sionismo, marxismo, antisemitismo : la cuestión judía revisitada (Caracas: Monte Ávila, 1987) ISBN 978-980-01-0182-7
- La veneración de las astucias (Caracas: Monte Ávila, 1989)
- La escuela de la sospecha: Nuevos ensayos polémicos (Caracas: Monte Avila, 1990) ISBN 978-980-01-0326-5
- Fin de siglo (México: Fondo de Cultura Económica, 1991)
- Escuchar con los ojos (Caracas: Monte Avila, 1993) ISBN 978-980-01-0762-1
- Ética y. cibernética: ensayos filosóficos (Caracas: Monte Ávila Latinoamericana, 1994)